# Desa Ngentrong (administrativ by i Indonesien, lat -8,21, long 111,83)
Desa Ngentrong är en administrativ by i Indonesien.   Den ligger i provinsen Jawa Timur, i den västra delen av landet, 600 km öster om huvudstaden Jakarta.